# Dániel Lőwy
Dániel Lőwy (n. 10 octombrie 1953, Cluj, România) este un chimist, istoric și profesor universitar român de etnie maghiară. Acesta este cunoscut pentru cercetările sale în domeniul istoriei evreilor din Transilvania, dar și a Holocaustului, colaborând la unele lucrări cu profesorul universitar american de origine maghiaro-română Randolph Lewis Braham. Părinții lui au fost Károly Lőwy, medic pediatru, și Maya Lőwy Naschitz, profesoară de limbi străine. 